# Campionato spagnolo di volo acrobatico
Il Campionato spagnolo di volo acrobatico (Campeonato de España de Vuelo Acrobático (CEVA) o Campeonato de España de Acrobacia Aérea in spagnolo) è una competizione di volo acrobatico promossa dalla federazione reale di volo acrobatico spagnola. La prima edizione si svolse nel 1965, ed è aperto sia agli uomini che alle donne.
Nel 2011 la gara era suddivisa fra velivoli a motore e non, con i primi a loro volta raggruppati in cinque categorie: Elemental, Deportivo, Intermedio, Avanzado, Ilimitado ed i secondi nella sola categoria ''Intermedio.
Nel 2012 per gli alianti è stata aggiunta ancle la categoria Deportivo.